# 가장 아름다운 자
가장 아름다운 자(一番美しく, The Most Beautiful)는 일본에서 제작된 구로사와 아키라 감독의 1944년 드라마 영화이다. 시무라 타카시 등이 주연으로 출연하였고 이토 모토히코 등이 제작에 참여하였다.

## 출연

### 주연
- 시무라 타카시
- 키요카와 소우지

### 조연
- 스가이 이치로
- 이리에 타카코
- 야구치 요코
- 타니마 사유리
- 토야마 하루코
- 코노 이토코
- 코노 아키타케
- 나카키타 치에코

## 제작진
- 미술: 아베 테루아키